# 4721 Atahualpa
4721 Atahualpa è un asteroide della fascia principale. Scoperto nel 1973, presenta un'orbita caratterizzata da un semiasse maggiore pari a 2,2538573 UA e da un'eccentricità di 0,1216855, inclinata di 4,36684° rispetto all'eclittica.